# Resolutie 1048 Veiligheidsraad Verenigde Naties
Resolutie 1048 van de Veiligheidsraad van de Verenigde Naties werd unaniem door de VN-Veiligheidsraad aangenomen op 29 februari 1996. De resolutie verlengde de UNMIH-vredesmacht in Haïti met vier maanden en verlaagde het aantal manschappen.

## Achtergrond
Na decennia onder dictatoriaal bewind won Jean-Bertrand Aristide in december 1990 de verkiezingen in Haïti. In september 1991 werd hij met een staatsgreep verdreven. Nieuwe verkiezingen werden door de internationale gemeenschap afgeblokt waarna het land in de chaos verzonk. Na Amerikaanse bemiddeling werd Aristide in 1994 in functie hersteld.

## Inhoud

### Waarnemingen
De Veiligheidsraad herinnerde aan het vredesakkoord en het Pact van New York en benadrukte dat de macht in Haïti vreedzaam moest worden overgedragen op de nieuwe democratische verkozen president. Intussen was vooruitgang geboekt bij de oprichting van een nationale politiemacht en het herstel van het rechtssysteem.

### Handelingen
De verkiezing van de nieuwe Haïtiaanse president en de vreedzame presidentswissel op 7 februari werden verwelkomt. Secretaris-generaal Boutros Boutros-Ghali beval aan de VN-steun aan de Haïtiaanse regering voort te zetten. Voor de Veiligheidsraad waren een werkende politie en justitie van belang. Om die regering te blijven steunen en politie uit te bouwen werd het mandaat van de UNMIH-vredesmacht met een laatste periode van vier maanden verlengd en het aantal troepen en politiepersoneel teruggebracht tot respectievelijk 1200 en 300. De secretaris-generaal werd gevraagd de verdere inkrimping van de macht te plannen.

## Verwante resoluties
- Resolutie 975 Veiligheidsraad Verenigde Naties (1995)
- Resolutie 1007 Veiligheidsraad Verenigde Naties (1995)
- Resolutie 1063 Veiligheidsraad Verenigde Naties
- Resolutie 1085 Veiligheidsraad Verenigde Naties

Lijst ·  1036 ·  1037 ·  1038 ·  1039 ·  1040 ·  1041 ·  1042 ·  1043 ·  1044 ·  1045 ·  1046 ·  1047 ·  1048 ·  1049 ·  1050 ·  1051 ·  1052 ·  1053 ·  1054 ·  1055 ·  1056 ·  1057 ·  1058 ·  1059 ·  1060 ·  1061 ·  1062 ·  1063 ·  1064 ·  1065 ·  1066 ·  1067 ·  1068 ·  1069 ·  1070 ·  1071 ·  1072 ·  1073 ·  1074 ·  1075 ·  1076 ·  1077 ·  1078 ·  1079 ·  1080 ·  1081 ·  1082 ·  1083 ·  1084 ·  1085 ·  1086 ·  1087 ·  1088 ·  1089 ·  1090 ·  1091 ·  1092